# Roberto Punčec
Roberto Punčec (Varaždin, 27 oktober 1991) is een Kroatisch voetballer die doorgaan speelt als centrale verdediger. In juli 2025 verliet hij HNK Šibenik.

## Carrière
Punčec speelde in de jeugdopleiding van Trnje Trnovec, voordat hij zich in 2002 aansloot bij de jeugd van Varaždin. Bij die club brak hij ook door. In het seizoen 2008/09 debuteerde de verdediger in de eerste selectie van de club en op 2 november 2008 speelde hij zijn eerste professionele duel, toen er in eigen huis met 0–2 verloren werd van Hajduk Split. In de beide twee seizoenen hierna speelde Punčec meer dan twintig duels voor de club, maar hij kwam om salaristechnische redenen in conflict met de club. Doordat hij niet betaald kreeg, mocht hij transfervrij vertrekken. Daarop tekende hij bij Maccabi Tel Aviv. Na één seizoen in Israël werd de Kroaat verhuurd aan Union Berlin, dat hem in de zomer van 2013 ook definitief overnam. Gedurende vier seizoenen was Punčec in honderd competitiewedstrijden actief voor de Berlijnse club. In de zomer van 2017 maakte de Kroaat transfervrij de overstap naar Rijeka, waardoor hij terugkeerde in eigen land. Punčec verkaste in januari 2020 naar Sporting Kansas City. Na het aflopen van zijn verbintenis liet Punčec de club achter zich aan het begin van 2022. Hierop tekende hij bij Botev Plovdiv. Na zijn vertrek bij Botev in de zomer van 2023 zat hij een half jaar zonder club, voor hij bij HNK Šibenik tekende.